# Силы народной самообороны
Силы народной самообороны (вьет. nhân dân tự vệ) — южновьетнамская деревенская милиция на полставки, существовавшая во время Вьетнамской войны. Силы народной самообороны в основном защищали дома и деревни от нападений Национального фронта освобождения Южного Вьетнама (НФОЮВ) и Вьетнамской народной армии (ВНА).

## История
После Тетского наступления совместная сессия законодательного собрания Южного Вьетнама согласовала закон о военной мобилизации, который был обнародован 19 июня 1968 года. Данный законопроект снизил призывной возраст с 20 до 18 лет и позволил правительству призывать мужчин в возрасте от 18 до 38 лет на службу либо в регулярную Армию Республики Вьетнам (АРВ), либо в территориальные Региональные силы и Народные силы. Срок службы был объявлен бессрочным или до тех пор, пока не закончится война. Кроме того, в тексте закона было указано, что юноши в возрасте 17 лет и мужчины в возрасте от 39 до 43 лет могут быть призваны на небоевую военную службу, а все остальные мужчины в возрасте от 16 до 50 лет должны были служить в новой военизированной организации «Силы народной самообороны», по совместительству, милицейском ополчении:314.
Структура СНС состояла из двух компонентов: боевого и вспомогательного. Основными составляющими СНС были команды из 11 человек, состоящие из руководителя команды, заместителя и трех ячеек по 3 человека. Три такие команды формировали секцию из 35 человек под управлением руководителя секции и его заместителя. Если в населенном пункте было более одной секции, то две или три такие секции могли быть собраны в группу, являвшейся самым крупным боевым подразделением СНС, возглавляемым лидером группы и его заместителем. Все руководители и заместители команд, секций и групп избирались членами СНС на основе их лидерских качеств. Участники подразделении поддержки являлись добровольцами. Они также были организованы в команды, секции и группы, но разделены на разные категории: пожилые люди, женщины и подростки, как того требовала традиционная вьетнамская культура. Такие элементы предоставляли различные услуги населению: первая медицинская помощь, образование, социальное обеспечение и развлечения. Физически годные молодые женщины могли присоединиться к боевой части СНС по собственному желанию. В сельской местности многие крестьянские девушки добровольно вступали в ряды участников боевых действий и были организованы в отдельные ячейки. Боевым группам СНС были выданы винтовки, карабины, пистолеты-пулемёты и дробовики. Некоторые группы даже получали автоматические винтовки в ограниченном количестве на более поздних этапах войны:68.
В относительно безопасных районах контроля СНС действовала Национальная полиция для поддержки правопорядка, оказания помощи пострадавшим, защиты от диверсий и террористических действий НФОЮВ/ВНА, а также пресечения проникновения на территорию сил НФОЮВ/ВНА. Там, где была меньшая безопасность, СНС организовывались только в тех деревнях, которые также охранялись и территориальными силами. Как только небезопасный район освобождался от НФОЮВ/ВНА, СНС постепенно брали на себя функции по обеспечению безопасности вместо региональных подразделений и подразделений Народных сил, которые перебрасывались в другие районы, ещё не взятые под полный контроль Южным Вьетнамом. Однако, когда это происходило, РС/НС обычно оставляли после себя небольшие отряды сил быстрого реагирования. Таким образом, СНС набирала силу и авторитет по мере расширения государственного контроля:67.
Обязанности СНС в основном заключались в поддержании безопасности в пределах деревни или городского квартала. Они осуществляли охрану, патрулирование и поддержку полиции или вооруженных сил, собирая разведданные, оказывая первую медицинскую помощь, помогая в медицинской эвакуации, сооружая защитные барьеры, устанавливая простые мины-ловушки и действуя в качестве посыльных. В зависимости от своих способностей они также участвовали в мероприятиях по развитию общин в деревне. СНС применяли партизанскую тактику; они не занимали стационарные оборонительные позиции, а переходили на позиции боевой готовности только ночью в ячейках по 3 человека. Они редко сталкивались с НФОЮВ/ВНА напрямую, если только их силы были достаточно крупными и противника легко было разгромить. Их возможности обычно ограничивались предупреждением жителей деревни и ближайших дружественных сил и занятием скрытых позиций на пути наступления НФОЮВ/ВНА, преследованием и стрельбой по ним. Всякий раз, сталкиваясь с превосходящими силами НФОЮВ/ВНА, члены СНС прятали свое оружие и вели себя как обычные люди. Как правило, СНС никогда не выходили за пределы периметра обороны деревни, но могли присоединиться к НС в ночных засадах на подходах к деревне или участвовать в совместном с ними патрулировании за пределами деревни, обычно под их руководством. Когда того требовала ситуация, они также могли временно охранять аванпост НС, пока те устраивали засады или проводили патрулирование за пределами деревни. Такое расположение расширяло возможности НС и повышало безопасность деревни. Во многих случаях проникновения НФОЮВ/ВНА выносливые и более опытные члены СНС даже нарушали устав, присоединяясь к НС, чтобы дать отпор в качестве сил быстрого реагирования. Однако их наиболее значительный вклад в случаях проникновения НФОЮВ/ВНА в деревни состоял в том, что они организовывали людей на пассивное сопротивление и отказ от сотрудничества:69-70.
Чтобы сделать СНС достаточно эффективными для выполнения своей роли, была разработана относительно сложная программа обучения. В национальных учебных центрах был проведен четырёхнедельный официальный курс для обучения руководителей команд и секций. Несмотря на меньшую продолжительность, эти курсы были достаточно всеобъемлющими и выгодно отличались от базовых курсов командиров взводов и отделений. Обучение для членов СНС проводилось мобильными учебными группами, предоставленными штаб-квартирой сектора. Эти команды обычно состояли из офицера РС, командира взвода НС, полицейского, двух или трех опытных военнослужащих РС и кадров Революционного развития. Обучение проводилось в деревне в течение нескольких часов и было организовано таким образом, чтобы не мешать нормальной деятельности членов СНС. Поддержка членов СНС также проходила через аналогичную учебную программу, но она была более технически и политически ориентированной:70.
К середине 1972 года документальная численность СНС составила 2-3 миллиона человек:461.